# Warner Bros. Discovery Poland
Warner Bros. Discovery Poland (antes conocida como TVN Grupa Discovery y TVN Warner Bros. Discovery) es una división de Warner Bros. Discovery que opera canales y servicios de televisión en Polonia. Opera el Grupo TVN, una empresa de medios de comunicación adquirida por Scripps Networks Interactive, que posteriormente fue comprada por Discovery, Inc.
Con la fusión de WarnerMedia con Discovery, Inc. y la reestructuración de su negocio internacional, los activos polacos de la empresa, en lugar de estar bajo el control de Warner Bros. Discovery EMEA, quedaron bajo su propia filial, bajo el control de Kasia Kieli, que también es presidenta del Grupo TVN.

## Historia

### Antecedentes
El Grupo TVN, empresa polaca de medios de comunicación fundada en 1995, fue adquirido por Scripps Networks Interactive en 2015; primero una participación mayoritaria del 52,7% en marzo, y el resto de la participación en manos del Grupo ITI y el Groupe Canal+ en julio.
En diciembre de 2016, Discovery, Inc. compró una participación del 49% en Metro, un canal de televisión recientemente lanzado por Agora. En agosto de 2017, Discovery anunció que compraría el 51% restante de las acciones, obteniendo la propiedad completa del canal.
El 6 de marzo de 2018, Scripps fue adquirida por Discovery, lo que llevó a esta última a ampliar su negocio en Polonia. Desde entonces, Discovery fusionó sus redes globales localizadas bajo el control del Grupo TVN.

### Creación
Después de que Discovery completara su fusión con WarnerMedia, Kasia Kieli fue nombrada presidenta de las operaciones del grupo en Polonia (siendo también nombrada consejera delegada de TVN Group), señalando que Warner Bros. Discovery EMEA no tenía supervisión sobre las operaciones en el país, convirtiéndolo en una entidad separada bajo Warner Bros. Discovery International.
El 7 de julio de 2022, Edward Miszczak, director de programación de TVN desde sus inicios y miembro del consejo de administración de la compañía, anunció su marcha, con un periodo de transición en el que será el director de la recién creada división de programación de TVN Warner Bros. Discovery.

## Activos locales
- Grupo TVN
  - TVN
  - TVN 7
  - TVN24
    - TVN24 BiS

  - TVN Fabula
  - TVN International
    - TVN International Extra

  - TVN Style
  - TVN Turbo
  - TTV
  - Canal+ Polonia (32%; con el Groupe Canal+ y Liberty Global)
- Discovery Historia
- Metro

## Activos mundiales
- Animal Planet
- Cartoonito
- Cartoon Network
- Cinemax
  - Cinemax 1
  - Cinemax 2
- Discovery Channel
- Discovery Life
- Discovery Science
- DTX
- Eurosport
  - Eurosport 1
- Eurosport 2
- Food Network
- HBO
  - HBO 1
  - HBO 2
  - HBO 3
- HGTV
- Investigation Discovery
- TLC
- Travel Channel
- Warner TV

## Liderazgo
- Kasia Kieli, presidenta y directora general de Warner Bros. Discovery Poland y directora general de TVN
- Rafał Ogrodnik, director financiero y director de operaciones
- Michał Samul, director de noticias
- Dorota Żurkowska, Directora de Deportes, Directora de Desarrollo Comercial y Distribución
- Maciej Gozdowski, Director de Streaming
- Piotr Tyborowicz, jefe de ventas de publicidad
- Dominika Stępińska-Duch, directora de asuntos jurídicos, privacidad y cumplimiento de la normativa
- Agnieszka Maciejewska, Directora de Personas y Cultura
- Jan Mróz, Director de Comunicación y Relaciones Públicas
- Marcin Bogłowski, Director de Estrategia, Información y Datos
- Krzysztof Kozłowski, Director de Tecnología